# Mariapia Veladiano

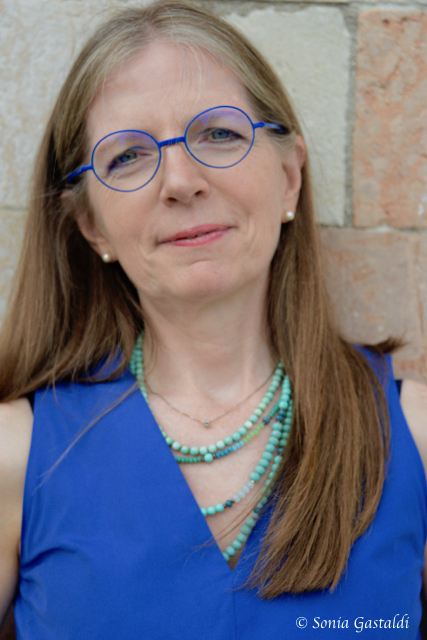
La scrittrice Mariapia Veladiano

Mariapia Veladiano (Vicenza, 17 aprile 1960) è una scrittrice italiana.

## Biografia
Mariapia Veladiano ha conseguito la maturità classica presso il Liceo "Antonio Pigafetta" di Vicenza e si è laureata in Filosofia presso l'Università di Padova con una tesi sull'assunzione della colpa nella teologia di Dietrich Bonhoeffer. Ha conseguito il Baccellierato in Teologia presso la Facoltà teologica dell'Italia settentrionale a Milano con una tesi sulla teologia dei sacramenti e la Licenza in Teologia fondamentale presso l'Università Lateranense a Roma con una tesi sul problema del male nella teologia di Dietrich Bonhoeffer.
Ha insegnato Lettere per più di vent'anni e dal 2011 al 2019 è stata preside, prima a Rovereto, poi a Vicenza. Per un anno è stata redattrice del settimanale della Diocesi di Vicenza La Voce dei Berici.
Dal 1992 collabora alla rivista Il Regno di Bologna, per la quale scrive articoli e recensioni; da gennaio 2014 tiene sulla rivista una rubrica dal titolo "Riletture", in cui propone libere riletture di testi classici e non. Collabora regolarmente al quotidiano la Repubblica per argomenti legati alla scuola e ai giovani, e occasionalmente a Avvenire e L'Osservatore Romano. Nel 2012 ha tenuto la rubrica “Mattutini” per Avvenire.
Nel 2010 ha vinto il Premio Italo Calvino per autori inediti con il romanzo La vita accanto e nel 2011 ha pubblicato il romanzo con Einaudi nella collana "Stile libero". La vita accanto nel 2012 ha vinto anche il Premio Alabarda d'oro e il Premio Cortina d'Ampezzo, si è classificato secondo al Premio Strega e ha vinto il premio opera prima per l'Italia al Festival du prémier roman di Chambéry. Dal romanzo – tradotto in inglese (A life apart, London, MacLehose, 2013) e in francese (La vie à coté, Parigi, Le Livre de Poche, 2016) – Marco Tullio Giordana ha tratto il film omonimo nel 2024.
Con il romanzo Il tempo è un dio breve, pubblicato nel 2012 con Einaudi nella collana "Stile libero", la scrittrice ha narrato attraverso le vicende di una madre e di un figlio un'intensa meditazione su Dio e il dolore. Nel 2013 ha pubblicato con Rizzoli il romanzo per ragazzi Messaggi da lontano e con Einaudi nella collana "Stile Libero" Ma come tu resisti, vita, un piccolo breviario laico sui sentimenti e le azioni della vita quotidiana, e nel 2014 il piccolo saggio Parole di scuola con le Edizioni Erickson (poi interamente riveduto e ripubblicato con Guanda nel 2019).
Con il romanzo Una storia quasi perfetta, pubblicato da Guanda nel 2016, la scrittrice racconta una storia di seduzione, tradimento e resilienza; il romanzo ha vinto il Premio "Scrivere per amore" 2016. Il romanzo ha vinto anche il Premio Viadana 2016 (ex aequo con Gli anni al contrario di Nadia Terranova).
Mariapia Veladiano ha partecipato alle edizioni 2011 e 2012 della “Milanesiana” con interventi su temi teologici. Dal 2013 è membro ordinario dell'Accademia degli Agiati di Rovereto, mentre nel 2020 è stata nominata membro ordinario dell'Accademia olimpica di Vicenza.
Il 26 ottobre 2017 è uscito il romanzo Lei, per l'editore Guanda. Nel 2021 è uscito Adesso che sei qui, romanzo che mette a tema le relazioni familiari e la malattia di Alzheimer, vincitore del premio Flaiano per la narrativa.

## Opere

### Narrativa
- La vita accanto, Einaudi Stile Libero, 2011, ISBN 978-88-06-20598-0.
- Il tempo è un dio breve, collana Stile libero, Torino, Einaudi, 2012, ISBN 9788806212742.
- Messaggi da lontano, Milano, Rizzoli, 2013, ISBN 8817063886.
- Ma come tu resisti, vita, collana Stile Libero, Torino, Einaudi, 2013, ISBN 9788806218720.
- Parole di scuola, Trento, Erickson, 2014, ISBN 9788859004530; Guanda, Milano 2019, ISBN 978-8823513259.
- Francesca Rigotti e Mariapia Veladiano, Venire al mondo, Trento, Il Margine, 2015, ISBN 9788860891594.
- Una storia quasi perfetta, Milano, Guanda, 2016, ISBN 9788823513242.
- Lei, Milano, Guanda, 2017, ISBN 9788823519329.
- Adesso che sei qui, Milano, Guanda, 2021, ISBN 9788823526358.
- Oggi c'è scuola, Solferino Libri, 2021, ISBN 978-88-282-0749-8.
- Quel che ci tiene vivi, Guanda, 2023, ISBN 9788823532649.
- Parole per giorni di pace, Padova, Messaggero, 2023, ISBN 9788825057232.